# Jean-Luc Thomas
Jean-Luc Thomas (* 6. Februar 1963) ist ein ehemaliger französischer Skilangläufer.
Thomas belegte bei den Olympischen Winterspielen 1988 in Calgary den 26. Platz über 15 km klassisch und zusammen mit Patrick Rémy, Dominique Locatelli und Guy Balland den 11. Platz in der Staffel. Im folgenden Jahr lief er bei den nordischen Skiweltmeisterschaften 1989 in Lahti auf den 39. Platz über 15 km Freistil und zusammen mit Patrick Rémy, Olivier Bulle und Claude Pierrat auf den achten Platz in der Staffel.